# BelaPAN
Die belarussische private Nachrichtenagentur oder kurz BelaPAN (belarussisch Беларускае прыватнае агенцтва навін, kurz БелаПАН) ist eine nichtstaatliche belarussische Nachrichtenagentur. Sie ist die älteste und größte unabhängige Nachrichtenagentur in Belarus – eine der wichtigsten im Land. BelaPAN bietet Nachrichten über Politik, Wirtschaft und Sport aus Belarus auf Russisch, Belarussisch und Englisch. Das Personal besteht aus einem breiten Netz von Reportern und Korrespondenten. Ales Lipaj (starb im 2018) war der Gründer von BelaPAN.
Das Unternehmen führt auch Projekte im Zusammenhang mit Werbung, Wahlbeobachtung usw. durch. BelaPAN besitzt die Online-Zeitung Belorusskije Nowosti (russisch Белорусские новости) (naviny.by), die aufgrund der Berichterstattung über die Proteste in Belarus 2020 seit August 2020 in Belarus blockiert ist.
Seit 2004 ist BelaPAN der einzige belarussische Vertreter in CEE-BusinessLine. Laut Media IQ hatte BelaPAN im Jahr 2019 die höchste Bewertung, aus staatlicher Propaganda klar zu sein. Die Agentur zeichnet sich durch eine ausgewogene, objektive und unparteiische Berichterstattung über aktuelle Ereignisse sowohl im östlichen als auch im westlichen politischen Bereich aus.
Am 14. Januar 2021 wurden die Räume der Redaktion durchsucht, IT-Technik, Büroausstattung und ein Teil der handschriftlichen und gedruckten Dokumentation wurden beschlagnahmt, dies legte die Arbeit der Nachrichtenagentur lahm.
Am 18. August 2021 führten die Sicherheitskräfte des Lukaschenka-Regimes Razzien im Büro der Redaktion und in den Wohnungen der Journalisten durch und beschlagnahmten Geräte. Mehrere Mitarbeiter wurden festgenommen, darunter die Chefredakteurin Iryna Lewschyna. Der Betrieb der Websites von BelaPAN (belapan.by und belapan.com) musste eingestellt werden. Weiterhin wurde die Steuerpolizei eingeschaltet – um kritische Medien außer Gefecht zu setzen eine derzeit gängige Methode in Belarus. Diese will zahlreiche Verstöße festgestellt haben, die zu einer Anklage wegen Steuerhinterziehung führen können. Personen, die im Rahmen eines Strafverfahrens nach Art. 342 des Strafgesetzbuches der Republik Belarus („Organisation von und Teilnahme an gemeinsam begangenem Landfriedensbruch“) festgenommen worden waren (Lewschyna, Ex-Direktor Smizer Nawaschylau und Buchhalterin Kazjaryna Boewa), durch eine gemeinsame Erklärung von zehn Organisationen (Wjasna, der belarussische Journalistenverband, das Belarussische Helsinki-Komitee u. a.) wurden am 19. August 2021 als politische Gefangenen anerkannt.
Im November 2021 erklärte der KGB BelaPAN zu einer extremistischen Formation. Die Bildung einer solchen Formation oder die Teilnahme daran ist in Belarus strafbar, und tatsächlich wurden Leushyna und Nawaschylau der Bildung einer extremistischen Formation angeklagt. BelaPAN-Websites, die in Belarus bereits gesperrt sind, werden nicht mehr aktualisiert.

## Auszeichnungen
BelaPAN hat zahlreiche Auszeichnungen erhalten, darunter:
- der Dsmitryj Sawadski-Preis „Für Mut und Professionalität“ (2004);[1]
- jährliche Auszeichnung „Gerd Bucerius-Förderpreise Freie Presse Osteuropas“ der Zeit-Stiftung (2005);[1]
- der Runetpreis als beste russischsprachige Online-Nachrichtenquelle außerhalb Russlands (2006);[1]
- der „Sozialen Verantwortung des Unternehmens“ Award (2016);[20]
- die Chefredakteurin Irina Lewschina erhielt die Auszeichnung als „Journalistin des Jahres“ (2018);[21]
- Tatjana Korowenkowa, Reporterin von BelaPAN, wurde mit dem „Civil Society Champion Award“ ausgezeichnet (2018);[22]
- der „Marktführer im Verbrauchermarkt“ Award (2019).[23]